# Super Socket 7
El Super Socket 7, también conocido como Super 7, es una extensión a nivel de hardware de la especificación para el Socket 7 de tipo ZIF para procesadores x86. Las placas base y chipsets compatibles utilizan una conexión estándar de Socket 7 para la CPU, a la vez que agregan ciertas características que incluyen un bus frontal máximo de 100 MHz y soporte para tarjetas gráficas AGP.
Super Socket 7 fue utilizado por los procesadores AMD K6-2 y K6-III, algunos de los últimos procesadores de Cyrix M-II y IDT WinChip 2, y los procesadores Rise mP6. Es compatible con las CPU Socket 7, lo que significa que una CPU Socket 7 se puede usar con una placa base Super Socket 7, pero una CPU Super Socket 7 no puede funcionar a toda velocidad en una placa base Socket 7.Las CPU Socket 5 son compatibles con el Super Socket 7, pero no todas las placas base diseñadas para Super Socket 7 admitían los voltajes necesarios para las CPU Socket 5.

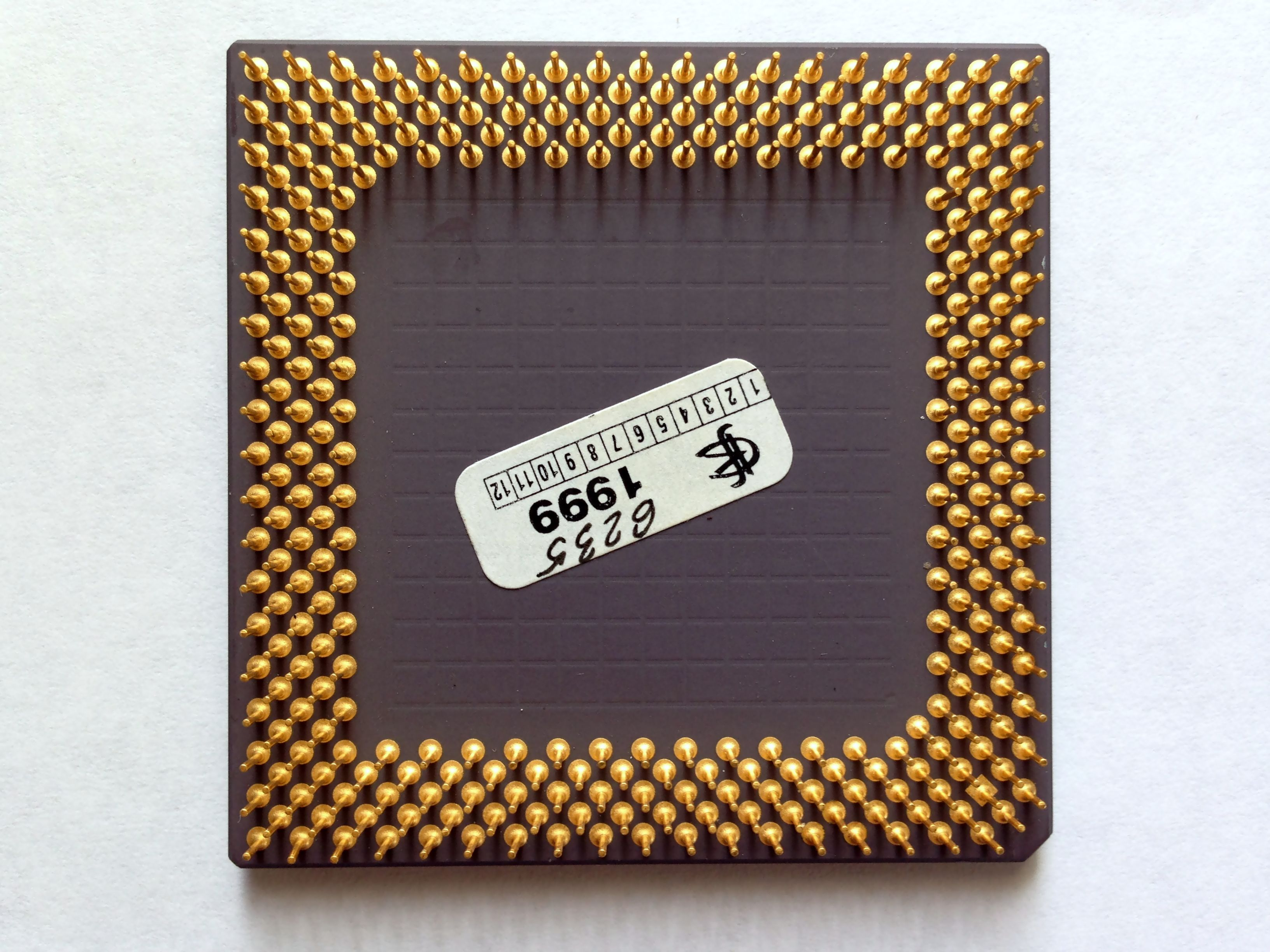
Vista inferior de un procesador AMD K6-2 para el Super Socket 7

Mientras que AMD siempre había usado zócalos Intel para sus procesadores,el Socket 7 fue el último para el cual AMD retuvo los derechos legales.Al extender el FSB de 66 a 100 MHz, Super Socket 7 le dio a AMD una solución provisional que necesitaban mientras desarrollaban su propio diseño de zócalo de placa base independiente, el Slot A.
Si bien la arquitectura era barata y cumplía el propósito previsto, muchos de los chipsets de terceros proporcionados por VIA, SiS y otros, eran de baja calidad, especialmente con respecto a las implementaciones de AGP. La reputación que ganó AMD por placas base con errores e incompatibles persistió, y aunque un programa interno de VIA para elevar los estándares de sus conjuntos de chips había comenzado a mostrar resultados en la era K6-III y Pentium III,AMD puso en marcha un programa de aseguramiento de la calidad para el procesador Athlon.